# جیانی واتیمو
جیانترسیو واتیمو همچنین معروف به جیانی واتیمو (زاده ۴ ژانویه ۱۹۳۶ – درگذشته ۱۹ سپتامبر ۲۰۲۳) نویسنده، فیلسوف و سیاستمدار اهل ایتالیا بود. او از سال ۱۹۹۹ تا ۲۰۰۴، عضو پارلمان اروپا بود و از سال ۲۰۰۹ نیز مجدداً همین سمت را بر عهده دارد.
واتیمو از جمله امضاکنندگان درخواستی بود که در ۲۸ اکتبر ۲۰۰۹ منتشر شد و در آن از اتحادیه اروپا خواسته شده بود گروه حماس را بدون قید و شرط از فهرست نهادهای تروریستی خارج کند و آن را به عنوان نماینده قانونی مردم فلسطین به رسمیت بشناسد.
او از مدافعان برنامه هسته‌ای ایران است و بنا بود در پاییز ۱۳۸۹ در مراسم روز جهانی فلسفه، به ایران بیاید.
جیانی واتیمو در در ۱۹ سپتامبر ۲۰۲۳، در سن ۸۷ سالگی در تورین درگذشت.

## آثار ترجمه‌شده به فارسی
- پایان مدرنیته، جانی واتیمو، منوچهر اسدی (مترجم)، ناشر: پرسش
- تفکر سست، جیانی واتیمو، لیلا کبریت‌چی (مترجم)، ناشر: رخداد نو
- واپسین گام ایمان: نقدها و تاملاتی درباره الاهیات ناظر به مرگ خدا، جان کپیوتو، جیانی واتیمو، مرضیه سلیمانی (مترجم)، ناشر: علم، ۱۳۹۱
- «نیچه در قرن بیستم از نگاه هیدگر، فوکو، دلوز، بلانشو، باتای، کلوسوفسکی، کامو، شار، نگری، رورتی، واتیمو»، عیسی سلیمانی، ناشر: نگار و نیما (نگیما) - ۱۳۸۳
- هرمنوتیک مدرن: گزینه جستارها، گروه مؤلفان و مترجمان، ناشر: نشر مرکز